# Stefan Lubomirski
Stefan Andrzej Lubomirski (ur. 5 maja 1862, zm. 5 czerwca 1941) – polski arystokrata, pierwszy prezes Polskiego Komitetu Igrzysk Olimpijskich.
Urodził się 5 maja 1862 w Dubrownie jako syn Eugeniusza Lubomirskiego. W 1891 rok poślubił osiem lat młodszą Natalię, córkę Tomasza Zamoyskiego, i zamieszkał w pałacu w Kruszynie pod Częstochową.
Już w 1886 roku zajął się hodowlą koni, w 1895 roku założył z braćmi, Stanisławem i Władysławem, spółkę zajmującą się prowadzeniem stadniny. W 1897 roku w pobliskim folwarku Widzów, który zakupiono specjalnie w tym celu, otworzono najnowocześniejszą w Polsce stadninę.
W 1909 roku powierzono mu otwarcie Wystawy Przemysłu i Rolnictwa, które odbyło się 5 sierpnia tego roku.
12 grudnia 1919 roku był obecny na spotkaniu, na którym powołano poprzednika Polskiego Komitetu Olimpijskiego, Polski Komitet Igrzysk Olimpijskich, którego został wybrany pierwszym prezesem.
Funkcję pełnił do roku 1921. W późniejszych latach był członkiem MKOl z siedzibą w Szwajcarii.
W 1932 został odznaczony holenderskim Krzyżem Oficerskim Orderu Oranje-Nassau, w 1933 węgierskim Orderem Zasługi II klasy, a w 1937 niemiecką Odznaką Honorową Olimpijską II klasy.
Zmarł w czasie II wojny światowej, 5 czerwca 1941 w Krakowie.